# Lâm Lễ Trinh
Lâm Lễ Trinh (18 tháng 5 năm 1923 – 19 tháng 9 năm 2020) là luật sư, chính khách và nhà ngoại giao Việt Nam Cộng hòa, cựu Bộ trưởng Bộ Nội vụ dưới thời Đệ Nhất Cộng hòa.

## Tiểu sử
Lâm Lễ Trinh sinh ngày 18 tháng 5 năm 1923 tại Cần Thơ, Nam Kỳ, Liên bang Đông Dương.
Ông đỗ Cử nhân và Cao học Luật khoa tại Đại học Luật khoa Hà Nội. Rồi sang Mỹ du học lấy thêm bằng Tiến sĩ Luật khoa và Tiến sĩ Giáo dục. Ông từng làm Chánh nhứt Tòa Thượng thẩm Sài Gòn, trước khi tham gia Chính phủ Ngô Đình Diệm với chức vụ Bộ trưởng Bộ Nội vụ từ năm 1958 đến năm 1960. Sau đó, Bùi Văn Lượng kế nhiệm chức Bộ trưởng Bộ Nội vụ tiếp theo, riêng ông thì sang nước ngoài làm Đại sứ Việt Nam Cộng hòa tại Trung Đông và Ý từ năm 1960 đến năm 1964.
Sau vụ đảo chính lật đổ nền Đệ Nhất Cộng hòa, ông giã từ chính trường rồi về làm Luật sư Tòa Thượng thẩm Sài Gòn, Giảng sư Học viện Quốc gia Hành chánh và Giáo sư Trường Chính trị Kinh Doanh Viện Đại học Đà Lạt từ năm 1965 đến năm 1975.
Sau biến cố 30 tháng 4 năm 1975, ông sang Mỹ định cư tại tiểu bang California.
Năm 1998, ông lên làm Chủ nhiệm/Chủ bút Tạp chí song ngữ Anh, Pháp Human Rights/Droits de l’Homme. Rồi lần lượt đảm nhận hoạt động tư vấn như Tham vấn chương trình giáo dục Liên bang NMUSD, Cố vấn Mạng lưới Nhân quyền Việt Nam, Tổng Đại diện OIF tại Mỹ, Cố vấn Hệ thống Truyền thanh và Truyền hình Việt Nam Hải ngoại tại Washington.
Ông qua đời ngày 19 tháng 9 năm 2020 ở Huntington Beach, hưởng thọ 97 tuổi.

## Gia đình
Lâm Lễ Trinh là tín hữu Công giáo. Ông lập gia đình với bà Nguyễn Ngọc Anh, có với nhau 5 người con.

## Tác phẩm
- Về Nguồn, Sinh lộ cho Quê Hương (2006)[7]
- Thức tỉnh, Quốc gia và Cộng sản (2007)[7]
- Vietnam, A Painful Transition (2007)[7]
- Vietnam, Témoignages (2008)[7]